# Isaías Savio
Isaías Savio Burlo (Montevideo, 1 de octubre de 1900 - San Pablo, 12 de enero de 1977) fue un concertista, compositor y pedagogo uruguayo radicado en San Pablo en 1931. Estudió piano en la infancia, durante 4 años e, luego optó por la guitarra clásica.
Fue alumno de Conrado Koch, dio conciertos por toda América del Sur. A partir de 1931, se radicó en San Pablo, donde asumió la cátedra de guitarra clásica en el Conservatório Dramático e Musical de São Paulo.
Isaías Savio fue también un notable compositor, com muchas piezas inspiradas en el folclore brasileño.
Fue profesor de grandes talentos de la guitarra clásica brasileña como: el compositor y arreglador Marco Pereira, el compositor Jônatas Batista Neto, los concertistas Antônio Carlos Barbosa Lima,  Maria Lívia São Marcos y el pedagogo Henrique Pinto. Fue también profesor del compositor y guitarrista Luiz Bonfá y del cantor, compositor y guitarrista Toquinho.